# Arbetsvärlden
Arbetsvärlden är en webbtidning med fokus på arbetsmarknadsfrågor ur ett tjänstemannaperspektiv. Tidningens huvudsakliga målgrupp är förtroendevalda och anställda hos arbetsmarknadens parter; fackförbund och arbetsgivarorganisationer, samt politiker, myndighetspersoner, journalister och opinionsbildare.
Tidningen ges, sedan 2014, ut av den fackliga centralorganisationen Tjänstemännens centralorganisation (TCO), men produceras av en självständig redaktion.

## Historia
Mellan 1955 och april 2014 gav TCO ut medlemstidningen TCO-tidningen, som riktade sig till förtroendevalda inom medlemsförbunden. I oktober 2014 grundades istället Arbetsvärlden som en utåtriktad, mer allmängiltig webbtidning med målgrupp utanför de egna medlemsleden.

## Chefredaktörer
- 2014 - 2016 Ylva Rehnberg[5]
- 2016 - Mikael Feldbaum[6]